# Margarites smithi
Margarites smithi är en snäckart som beskrevs av Bartsch 1927. Margarites smithi ingår i släktet Margarites och familjen pärlemorsnäckor. Inga underarter finns listade i Catalogue of Life.